# Lijst van voetbalinterlands Estland - Zwitserland
Deze lijst van voetbalinterlands is een overzicht van alle officiële voetbalwedstrijden tussen de nationale teams van Estland en Zwitserland. De landen hebben tot op heden vijf keer tegen elkaar gespeeld. De eerste ontmoeting was een kwalificatiewedstrijd voor het Wereldkampioenschap voetbal 1994 en werd gespeeld in Tallinn op 16 augustus 1994. Het laatste duel, een vriendschappelijke wedstrijd, vond plaats op 4 juni 2024 in Luzern.

## Wedstrijden
| № | Plaats  | Datum            | Competitie           | Wedstrijd             | Uitslag |
| - | ------- | ---------------- | -------------------- | --------------------- | ------- |
| 1 | Tallinn | 16 augustus 1992 | WK 1994 kwalificatie | Estland − Zwitserland | 0 − 6   |
| 2 | Zürich  | 17 november 1993 | WK 1994 kwalificatie | Zwitserland − Estland | 4 − 0   |
| 3 | Luzern  | 27 maart 2015    | EK 2016 kwalificatie | Zwitserland − Estland | 3 − 0   |
| 4 | Tallinn | 12 oktober 2015  | EK 2016 kwalificatie | Estland − Zwitserland | 0 − 1   |
| 5 | Luzern  | 4 juni 2024      | Vriendschappelijk    | Zwitserland − Estland | 4 − 0   |

## Samenvatting
| Competitie        | Totaal gespeeld | Winst Estland | Gelijk | Winst Zwitserland | Doelsaldo Estland – Zwitserland |
| ----------------- | --------------- | ------------- | ------ | ----------------- | ------------------------------- |
| WK-kwalificatie   | 2               | 0             | 0      | 2                 | 0 − 10                          |
| EK-kwalificatie   | 2               | 0             | 0      | 2                 | 0 − 4                           |
| Vriendschappelijk | 1               | 0             | 0      | 1                 | 0 − 4                           |
| Totaal            | 5               | 0             | 0      | 5                 | 0 − 18                          |

Wedstrijden bepaald door strafschoppen worden, in lijn met de FIFA, als een gelijkspel gerekend.

## Details

### Eerste ontmoeting
| WK 1994 kwalificatie (Tallinn, Estland, 16 augustus 1992): |              | |
| Estland | 0 – 6        | Zwitserland |
| | goals        | 12' Stéphane Chapuisat 29' Georges Bregy 46' Adrian Knup 66' Adrian Knup 68' Stéphane Chapuisat 84' Ciriaco Sforza                                                 |
| Uno Piir | bondscoach   | Roy Hodgson |
| Mart Poom Urmas Hepner Toomas Kallaste Urmas Kaljend Meelis Lindmaa 77' Marko Kristal Indro Olumets Tarmo Linnumäe Risto Kallaste Martin Reim Aleksandr Puštov 63' | opstellingen | Marco Pascolo Marc Hottiger Régis Rothenbühler Andy Egli Alain Geiger Georges Bregy 78' Beat Sutter Christophe Ohrel Adrian Knup Ciriaco Sforza Stéphane Chapuisat |
| Urmas Kirs 63' Jaanus Veensalu 77' | wissels      | 78' Christophe Bonvin |
| Tarmo Linnumäe ??' Mart Poom ??' | gele kaarten | ??' Ciriaco Sforza |

### Tweede ontmoeting
| WK 1994 kwalificatie (Zürich, Zwitserland, 17 november 1993): |              | |
| Zwitserland | 4 – 0        | Estland |
| Adrian Knup 31' Dominique Herr 34' Christophe Ohrel 45' Stéphane Chapuisat 61'                                                                                        | goals        | |
| Roy Hodgson | bondscoach   | Uno Piir |
| Marco Pascolo Alain Geiger Marc Hottiger Dominique Herr Yvan Quentin 75' Christophe Ohrel 47' Georges Bregy Thomas Bickel Alain Sutter Adrian Knup Stéphane Chapuisat | opstellingen | Mart Poom Risto Kallaste Urmas Hepner Igor Prins Urmas Kaljend Indro Olumets Andrei Borissov Sergei Bragin 80' Dzintar Klavan Martin Reim 46' Lembit Rajala |
| Martín Rueda 47' Kubilay Türkyilmaz 75' | wissels      | 46' Tarmo Linnumäe 80' Aleksandr Puštov |
| | gele kaarten | 2' Urmas Kaljend |
| - Zeventiende en laatste duel van Estland onder leiding van bondscoach Uno Piir.                                                                                      |              | |

### Derde ontmoeting
| EK 2016 kwalificatie (scheidsrechter Danny Makkelie, Luzern, Zwitserland, 27 maart 2015):                                                                                     |              | |
| Zwitserland | 3 – 0        | Estland |
| Fabian Schär 17' Granit Xhaka 27' Haris Seferović 80' | goals        | |
| Vladimir Petković | bondscoach   | Magnus Pehrsson |
| Yann Sommer Johan Djourou Stephan Lichtsteiner 78' Ricardo Rodríguez Fabian Schär Valon Behrami Gökhan Inler Xherdan Shaqiri Granit Xhaka 87' Haris Seferović Josip Drmić 62' | opstellingen | Sergei Pareiko Ragnar Klavan Enar Jääger Taijo Teniste Ken Kallaste Karol Mets 63' Aleksandr Dmitrijev Konstantin Vassiljev Ilja Antonov 56' Henri Anier 87' Sergei Zenjov |
| Valentin Stocker 62' Silvan Widmer 78' Fabian Frei 87' | wissels      | 56' Henrik Ojamaa 63' Dmitri Kruglov 87' Rauno Alliku |
| Granit Xhaka 56' Fabian Frei 90+2' | gele kaarten | 44' Sergei Zenjov 51' Aleksandr Dmitrijev |
| - Honderdste interland van de Estische aanvoerder Ragnar Klavan (FC Augsburg).                                                                                                |              | |

EJL · A-internationals · Bondscoaches · Statistieken · Estisch vrouwenelftal · Olympisch elftal · Estland U21 · Estland U20 · Estland U19 · Estland U18 · Estland U17 · Estland U16
1920 – 1929 ·
1930 – 1939 ·
1940 – 1949 ·
1950 – 1990 · 
1990 – 1999 ·
2000 – 2009 ·
2010 – 2019 ·
2020 − 2029
OS 1924
1920 ·
1921 ·
1922 ·
1923 ·
1924 ·
1925 ·
1926 ·
1927 ·
1928 ·
1929 · 
1930 · 
1931 · 
1932 · 
1933 · 
1934 · 
1935 · 
1936 · 
1937 · 
1938 · 
1939 · 
1940 · 
1941 · 
1942 · 
1943 · 1944 · 
1945 · 
1946 · 
1947 · 
1948 · 
1949 · 
1950 – 1990 · 
1991 · 
1992 · 
1993 · 
1994 · 
1995 · 
1996 · 
1997 · 
1998 · 
1999 · 
2000 · 
2001 · 
2002 · 
2003 · 
2004 · 
2005 · 
2006 · 
2007 · 
2008 · 
2009 · 
2010 · 
2011 · 
2012 · 
2013 · 
2014 · 
2015 · 
2016 ·
2017 ·
2018 ·
2019 ·
2020
Albanië ·
Andorra ·
Angola ·
Antigua en Barbuda ·
Argentinië ·
Armenië ·
Azerbeidzjan ·
België ·
Bosnië-Herzegovina ·
Brazilië ·
Bulgarije ·
Canada ·
Chili ·
China ·
Cyprus ·
Denemarken ·
Duitsland ·
Ecuador ·
Egypte ·
El Salvador ·
Engeland ·
Equatoriaal-Guinea ·
Faeröer ·
Fiji ·
Filipijnen ·
Finland ·
Frankrijk ·
Georgië · 
Gibraltar ·
Griekenland ·
Hongarije ·
Hongkong ·
Ierland ·
IJsland ·
Indonesië ·
Irak ·
Israël ·
Italië ·
Jordanië ·
Kazachstan ·
Kirgizië ·
Kroatië ·
Letland ·
Libanon ·
Liechtenstein ·
Litouwen ·
Luxemburg ·
Malta ·
Marokko ·
Mexico ·
Moldavië ·
Montenegro ·
Nederland ·
Nieuw-Caledonië ·
Nieuw-Zeeland ·
Noord-Ierland ·
Noord-Macedonië ·
Noorwegen ·
Oekraïne ·
Oezbekistan ·
Oman ·
Oostenrijk ·
Polen ·
Portugal ·
Qatar ·
Roemenië ·
Rusland ·
Saint Kitts en Nevis ·
San Marino ·
Saoedi-Arabië ·
Schotland ·
Servië ·
Slovenië ·
Slowakije · 
Spanje ·
Tadzjikistan ·
Thailand ·
Trinidad en Tobago ·
Tsjechië ·
Turkije ·
Turkmenistan ·
Uruguay ·
Vanuatu ·
Venezuela ·
Verenigde Arabische Emiraten ·
Verenigde Staten ·
Vietnam ·
Wales ·
Wit-Rusland ·
Zweden ·
Zwitserland
SFV · A-internationals · Selecties · Bondscoaches · Zwitsers vrouwenelftal · Olympisch elftal · Zwitserland U21 · Zwitserland U19 · Zwitserland U18 · Zwitserland U17 · Zwitserland U16 · Vrouwen U17
1905 – 1919 · 
1920 – 1929 · 
1930 – 1939 · 
1940 – 1949 · 
1950 – 1959 · 
1960 – 1969 · 
1970 – 1979 · 
1980 – 1989 · 
1990 – 1999 · 
2000 – 2009 · 
2010 – 2019 · 
2020 – 2029
EK's: 1996 · 
2004 · 
2008 · 
2016 · 
2020 · 
2024
WK's: 1934 · 
1938 · 
1950 · 
1954 · 
1962 · 
1966 · 
1994 · 
2006 · 
2010 · 
2014 · 
2018 · 
2022
OS: 1924 · 
1928 · 
2012
1905 · 
1906 · 1907 · 
1908 · 
1909 · 
1910 · 
1911 · 
1912 · 
1913 · 
1914 · 
1915 · 
1916 · 
1917 · 
1918 · 
1919 · 
1920 · 
1921 · 
1922 · 
1923 · 
1924 · 
1925 · 
1926 · 
1927 · 
1928 · 
1929 · 
1930 · 
1931 · 
1932 · 
1933 · 
1934 · 
1935 · 
1936 · 
1937 · 
1938 · 
1939 · 
1940 · 
1941 · 
1942 · 
1943 · 
1944 · 
1945 · 
1946 · 
1947 · 
1948 · 
1949 · 
1950 · 
1952 ·
1952 · 
1953 · 
1954 · 
1955 · 
1956 · 
1957 · 
1958 · 
1959 · 
1960 · 
1961 · 
1962 · 
1963 · 
1964 · 
1965 · 
1966 · 
1967 · 
1968 · 
1969 · 
1970 · 
1971 · 
1972 · 
1973 · 
1974 · 
1975 · 
1976 · 
1977 ·
1978 · 
1979 · 
1980 · 
1981 · 
1982 · 
1983 · 
1984 · 
1985 · 
1986 · 
1987 · 
1988 · 
1989 · 
1990 ·
1991 · 
1992 · 
1993 · 
1994 ·
1995 · 
1996 · 
1997 · 
1998 · 
1999 · 
2000 · 
2001 · 
2002 · 
2003 · 
2004 · 
2005 · 
2006 · 
2007 · 
2008 · 
2009 · 
2010 · 
2011 · 
2012 · 
2013 ·
2014 ·
2015 ·
2016 ·
2017 ·
2018 ·
2019 ·
2020 ·
2021 ·
2022
Albanië ·
Algerije · 
Andorra · 
Argentinië ·
Australië ·
Azerbeidzjan ·
België ·
Bolivia ·
Bosnië en Herzegovina ·
Brazilië ·
Bulgarije ·
Canada ·
Chili ·
China ·
Colombia ·
Costa Rica ·
Cyprus ·
Denemarken ·
DDR ·
Duitsland ·
Ecuador ·
Egypte ·
Engeland · 
Estland ·
Faeröer ·
Finland ·
Frankrijk ·
Georgië ·
Ghana ·
Gibraltar ·
Griekenland ·
Honduras ·
Hongarije ·
Hongkong ·
Ierland ·
IJsland ·
Israël ·
Italië ·
Ivoorkust ·
Jamaica ·
Japan ·
Joegoslavië ·
Kameroen ·
Kenia ·
Kosovo ·
Kroatië ·
Letland ·
Liechtenstein ·
Litouwen ·
Luxemburg ·
Malta ·
Marokko ·
Mexico ·
Moldavië ·
Montenegro ·
Nederland ·
Nigeria ·
Noord-Ierland ·
Noorwegen ·
Oekraïne ·
Oman ·
Oostenrijk ·
Panama ·
Peru ·
Polen ·
Portugal ·
Qatar ·
Roemenië ·
Rusland ·
Saarland ·
San Marino ·
Schotland ·
Servië ·
Slovenië ·
Slowakije ·
Sovjet-Unie · 
Spanje ·
Togo ·
Tsjechië ·
Tsjecho-Slowakije ·
Tunesië ·
Turkije ·
Uruguay ·
Venezuela ·
VA Emiraten ·
Verenigde Staten ·
Wales ·
Wit-Rusland ·
Zimbabwe ·
Zuid-Korea ·
Zweden
Albanië (2016) ·
Argentinië (2014) ·
Brazilië (2018) ·
Chili (2010) ·
Costa Rica (2018) ·
Ecuador (2014) ·
Frankrijk (2006) ·
Frankrijk (2014) ·
Frankrijk (2016) ·
Frankrijk (2021) ·
Honduras (2010) · 
Honduras (2014) · 
Italië (2021) · 
Oekraïne (2006) ·
Portugal (2008)  · 
Portugal (2022) · 
Roemenië (2016) · 
Servië (2018) ·
Spanje (2010) ·
Spanje (2021) ·
Togo (2006) ·
Tsjechië (2008) ·
Turkije (2008) ·
Turkije (2021) ·
Wales (2021) ·
Zuid-Korea (2006) ·
Zweden (2018)